# Bleknäbbad toko
Bleknäbbad toko (Tockus pallidirostris) är en fågel i familjen hornskator inom ordningen härfåglar och näshornsfåglar.

## Utseende
Bleknäbbad toko är en medelstor näshornsfågel med vit buk och hornfärgad näbb. I den flaxiga flykten syns tydliga vita hörn på stjärten. Könen är lika, förutom att hanen har en större kask på näbben. Arten liknar gråtokon, men har mindre konstrastrik fjäderdräkt och helljus snarare än övervägande mörk näbb.

## Utbredning och systematik
Bleknäbbad toko delas in i två underarter med följande utbredning:
- Lophoceros pallidirostris pallidirostris – förekommer från Angola till södra Demokratiska republiken Kongo, Zambia, Moçambique och södra Tanzania
- Lophoceros pallidirostris neumanni – förekommer från östra Zambia till Moçambique, Malawi och Tanzania

### Släktestillhörighet
Fågeln placerades tidigare i släktet Tockus, men studier visar att dessa arter kan delas in i två grupper med olika lätestyper och som utgör egna utvecklingslinjer åtskilda för så länge som 45 miljoner år sedan. Den ena gruppen, där gråtokon ingår, lyfts därför numera allmänt ut till ett eget släkte, Lophoceros.

## Levnadssätt
Bleknäbbad toko är en ovanlig fågel som hittas i miomboskogar. Den ses vanligen i par eller smågrupper.

## Status och hot
Arten har ett stort utbredningsområde, men tros minska i antal, dock inte tillräckligt kraftigt för att den ska betraktas som hotad. Internationella naturvårdsunionen IUCN listar arten som livskraftig (LC).